# Південний Ланаркшир
Півде́нний Ла́наркшир (англ. South Lanarkshire) — область у складі Шотландії. Розташована в центрі країни. Адміністративний центр — Гамільтон.

## Найбільші міста
Міста з населенням понад 10 тисяч осіб:
| № | Місто        | Населення, осіб (2006) |
| - | ------------ | ---------------------- |
| 1 | Іст-Кілбрайд | 73 320                 |
| 2 | Гамільтон    | 48 850                 |
| 3 | Ратерглен    | 32 120                 |
| 4 | Камбусленг   | 24 580                 |
| 5 | Блантайр     | 19 210                 |
| 6 | Ларкхолл     | 15 730                 |
| 7 | Карлук       | 13 430                 |